# Tagum
Tagum est une ville de 1re classe, capitale de la province de Davao du Nord aux Philippines. Selon le recensement de 2010 elle est peuplée de 242 801 habitants pour une superficie de 195 km2.

## Barangays
Tagum est divisée en 23 barangays.
- Apokon
- Bincungan
- Busaon
- Canocotan
- Cuambogan
- La Filipina
- Liboganon
- Madaum
- Magdum
- Magugpo Central
- Magugpo oriental
- Magugpo occidental
- Magugpo du Nord
- Magugpo du Sud
- Mankilam
- New Balamban
- Nueva Fuerza
- Pagsabangan
- Pandapan
- San Agustin
- San Isidro
- San Miguel
- Visayan Village

## Démographie
| Année | Habitants | Évolution |
| ----- | --------- | --------- |
| 1995  | 156 588   | -         |
| 2000  | 179 531   | 14,65 %   |
| 2007  | 215 967   | 20,30 %   |
| 2010  | 242 801   | 12,43 %   |